# Volvo Masters 1981 - Doppio
Il doppio del torneo di tennis Volvo Masters 1981, facente parte della categoria Grand Prix, ha avuto come vincitori Peter Fleming e John McEnroe che hanno battuto in finale 6–3, 6–3  Kevin Curren e Steve Denton.

## Tabellone

### Legenda
| - Q = Qualificato - WC = Wild card - LL = Lucky loser | - ALT = Alternate - SE = Special Exempt - PR = Protected Ranking | - w/o = Walkover - r = Ritirato - d = Squalificato |

|  | Semifinali                     | Semifinali                     | Semifinali                  | Semifinali | Semifinali |  |  | Finale                     | Finale                     | Finale                     | Finale | Finale |  |
|  |                                |                                |                             |            |            |  |  |                            |                            |                            |        |        |  |
|  | Peter Fleming John McEnroe     | Peter Fleming John McEnroe     | Peter Fleming John McEnroe  | 6          | 6          |  |  |                            |                            |                            |        |        |  |
|  | Peter McNamara Paul McNamee    | Peter McNamara Paul McNamee    | Peter McNamara Paul McNamee | 1          | 3          |  |  | Peter Fleming John McEnroe | Peter Fleming John McEnroe | Peter Fleming John McEnroe | 6      | 6      |  |
|  | Heinz Günthardt Balázs Taróczy | Heinz Günthardt Balázs Taróczy | 7                           | 3          | 3          |  |  | Kevin Curren Steve Denton  | Kevin Curren Steve Denton  | Kevin Curren Steve Denton  | 3      | 3      |  |
|  | Kevin Curren Steve Denton      | Kevin Curren Steve Denton      | 5                           | 6          | 6          |  |  |                            |                            |                            |        |        |  |